# Партія за національне відродження
Партія за національне відродження (фр. Parti pour le redressement national, PARENA) — політична партія Бурунді. Заснована 1994 року, першим головою партії став колишній президент Жан Батіст Багаза. Має найбільшу підтримку серед народності тутсі. На виборах 2005 року партія здобула 1,7% голосів виборців, проте не отримала місць у парламенті. Багаза має довічне місце у Сенаті як колишній глава держави.